# إسماعيل القباني
إسماعيل القباني (1898 - 1963) هو وزير المعارف سابقا، وأحد أعلام التربية وأصولها في مصر.

## حياته ونشأته
ولد في مدينة أسيوط وتلقى تعليمه الابتدائي والثانوي وأكمله فيها، حصل على دبلوم المعلمين العليا عام 1917، أوفد لدراسة الرياضيات في جامعة «بريستول» بإنكلترا عام 1918 ولكنه ولأسباب صحية أعيد وعيّن مدرساً للرياضيات في أسيوط (1919ـ1923). عاد ثانية إلى جامعة لندن للحصول على الدكتوراه في التربية عام 1923.
عمل القباني مدرساً في مدرسة المعلمين بعد عودته من لندن. ودرس مع العالم السويسري ادوارد كلاباريد عام 1928 نظم التعليم في مصر، وتوصلا إلى توصية بإنشاء معهد التربية عام 1929، حيث عيّن فيه أستاذاً ثم وكيلاً، فعميداً في عام 1945. عُيِّن مستشاراً فنياً في وزارة المعارف عام 1947، ثم وكيلاً في عام 1948، ثم وزيراً للمعارف عام 1952 وبقي حتى عام 1954.
قدم القباني نظرة متكاملة في أسس التعليم الحديث وأهدافه وأساليبه، وطبقها في المدارس المصرية، مقاوماً بذلك التيار التقليدي السائد في التعليم آنذاك، وأطلق رسالته في التربية بنداء لإصلاح التعليم الابتدائي في مصر، ودعا إلى توحيده لأنه كان مزدوجاً ـ (قسم منه معدٌّ للعامة وينتهي بنهاية الدروس الابتدائية، وقسم للأثرياء والميسورين ويتصل بالمدرسة المتوسطة والثانوية) ـ وكذلك دعا إلى دمجه تمشياً مع مبدأ تكافؤ الفرص، وتلافياً للشقة المتزايدة بين الطبقات الاجتماعية في مصر.

## مسيرته
حدد القباني رؤيته في أساليب التعليم ومن أهم معالمها:
ـ تنمية شخصية المتعلم في جو من الحرية، وذلك بتهيئة الأحوال الملائمة لأنواع الأنشطة التي يزاولها، وحصوله على ما يشاء بالإقناع العقلي أو بالاستهواء عن طريق الشعور والاستجابة المستحبة.
وقد نشأت عن هذه الرؤية قواعد عمل مهمة جعلت التعليم المصري يخطو نحو المدرسة الحديثة منها:
ـ الربط بين مناهج الدراسة وحياة المتعلم، فتستثير هذه المناهج فاعلية المتعلم وتتيح له التعبير الحر عن ذاته.
ـ إيجاد صلة وثيقة بين التعليم وشؤون الحياة العملية.
ـ العناية بالناحية العملية، فتتمثل الصلة الوثيقة بين النشاط الذهني والنشاط العملي.
ـ الاهتمام بالفنون الجميلة.
ـ تجنب الإملاء والتلقين وترك المتعلم يتصدى للمشكلات كي يكتشف الحلول بنفسه.
ـ تدرج التعليم منطقياً في مراحل التعليم المختلفة، لتناسب الميول والاستعدادات الفردية للمتعلمين وإشباع حاجات المجتمع.

## أهم أعمال التربوية
- إنشاء المدارس التجريبية لتجريب المناهج وأساليب التربية الحديثة.
- إنشاء العيادات النفسية بمعهد التربية عام 1934.
- إدخال الاختبارات والمقاييس العقلية والنفسية أدوات توجيهية وتشخيصية.

## مؤلفاته
ـ دراسات في مسائل التعليم 1951.
ـ التربية عن طريق النشاط 1958.
ـ دراسات في تنظيم التعليم في مصر 1958.